# Lily of Killarney
Lily of Killarney est un film britannique réalisé par George Ridgwell, sorti en 1929.

## Fiche technique
- Titre original : Lily of Killarney
- Réalisation : George Ridgwell
- Scénario : George Ridgwell, d'après la pièce The Colleen Bawn de Dion Boucicault
- Société de production : British International Pictures, Ridgwell Productions
- Société de distribution : Wardour Films
- Pays de production :  Royaume-Uni
- Langue originale : anglais
- Format : noir et blanc — 35 mm — 1,37:1 — Film muet
- Genre : Mélodrame
- Date de sortie :
  - Royaume-Uni : 1929

## Distribution
- Gillian Dean : Ann Chute
- Barbara Gott : Sheelah
- Cecil Landau : Hardress Cregan
- Edward O'Neill : Corrigan
- Pamela Parr : Eily O'Connor
- Wilfred Shine : père Tom
- J. Fisher White : Kyrle Daly
- Henry Wilson : Danny Mann
- Dennis Wyndham : Myles-na-Coppaleen